# سمية المستيري
سمية المستيري (8 جويلية 1976)  هي فيلسوفة تونسية.

## المؤلفات
- المواطن الفرد: راولز ومشكلة الشخص, منشورات البيت للعلوم الإنسانية, 2007 (ISBN 978-2-7351-1201-2).
- راولز: العدل والإنصاف، باريس,منشورات فرنسا الجامعية 2009, (ISBN 978-2-13-056974-9).
- تصفية الاستعمار النسوية: نهج عبر الثقافات,(ISBN 978-2-7116-2693-9).